# YouOS
YouOs era un Web operating system ovvero un sistema operativo che veniva caricato direttamente in un browser.
L'intero sistema è stato sviluppato utilizzando il linguaggio JavaScript mediante tecnologia AJAX. Per accedere ad YouOS è necessario creare un account gratuito, oppure è possibile provare una versione demo con però alcune limitazioni.
Dal 30 luglio 2008 il servizio è stato chiuso.

## Caratteristiche
YouOS è un vero e proprio sistema operativo multitasking, l'ambiente di lavoro utilizza un'interfaccia a finestre ed icone. Sono presenti tutte le principali funzioni degli altri sistemi come la gestione dei processi e l'installazione di nuove applicazioni.

## Funzioni
Proprio come in ogni sistema operativo esistono vari programmi utili per ogni necessità. Sono ad esempio disponibili editor di testo, riproduttori di file MP3, sistemi di chat e addirittura un browser. È inoltre presente una shell a riga di comando in stile Linux. Gli sviluppatori mettono a disposizione uno spazio di memoria di 250MB per salvare i file creati ed eventualmente effettuare upload/download dal proprio computer.
Di seguito un elenco di alcuni programmi principali:
- RichTextWarrior - un editor testuale
- Wshell - una shell in stile Linux
- FlickRSS - visualizza immagini diverse ad ogni login
- goohoo - per effettuare ricerche con Google e Yahoo!
- Penguin - una gif animata
- ChatWarrior - client per la chat

## Sviluppo di programmi
I programmi presenti su YouOS vengono quasi interamente sviluppati dagli utenti che lo utilizzano. Gli sviluppatori hanno a disposizione una serie di API. Una volta scritto un programma viene messo a disposizione a tutta la comunità e chiunque può installarlo sul proprio account ed utilizzarlo a piacimento.